# Graphotachina sinuata
Graphotachina sinuata är en tvåvingeart som beskrevs av Malloch 1938. Graphotachina sinuata ingår i släktet Graphotachina och familjen parasitflugor. Inga underarter finns listade i Catalogue of Life.